# المسيحية في هونغ كونغ
المسيحية في هونغ كونغ هي ثاني أكثر الأديان المنظمة انتشاراً بين السكان بعد الديانة الصينيَّة الشعبيَّة، في عام 2010 ضمت هونغ كونغ على حوالي 833,000 مسيحيٍّ يشكلون 11.7% من السكان، أغلبهم من البروتستانت وبعضهم من الرومان الكاثوليك، كما ثمة القليل من الأقليات كأتباع كنيسة يسوع المسيح لقديسي الأيام الأخيرة وشهود يهوه. بالمقابل يًشكل ويعود تواجد المسيحية في هونغ كونغ إلى عام 1841. في عام 2024 قدرت الاحصائيات الرسمية نسبة المسيحيين بحوالي 19% منهم 14% أتباع الكنائس البروتستانتية وحوالي 5% أتباع الكنيسة الرومانية الكاثوليكية.
كانت المسيحية واحدة من أكثر الديانات تأثيرًا في هونغ كونغ، وذلك بسبب خضوع هونغ كونغ تحت حكم التاج البريطاني من عام 1841 إلى عام 1997، حيث كانت المسيحية الديانة الرئيسيَّة للمملكة المتحدة. وقد أعطيت للمسيحيَّة، وخاصَة للكنيسة الأنجليكانية، امتيازًا خاصًا من قبل الحكومة الإستعمارية البريطانية. وعندما أعيدت ملكيَّتها أخيرًا إلى الصّين، أصبح يربط الحزب الشيوعي الصيني المسيحيَّة بقيم غربية تخريبية، وأغلقت العديد من الكنائس والمدارس المسيحية. ومنذ عام 2010 بدأت الحكومة الصينيَّة بالحد من تنظيم المسيحيين في هونغ كونغ لكنائسهم في الصين القاريَّة. وقد منع المسؤولون الصينيون سكان البر الرئيسى من حضور بعض المؤتمرات الدينية في هونغ كونغ، وتمت زيادة الرقابة على برامج البر الرئيسي التي يديرها قساوسة هونغ كونغ. يتم تصوير المسيحيين في هونغ كونغ كمجتمع ورع وكأثرياء ومتعلمين نسبياً. يُذكر أن اثنين من أصل خمسة رؤساء هونغ كونغ التنفيذيين هم مسيحيين كاثوليك (دونالد تسانغ وكاري لام).

## الطوائف المسيحية

### البروتستانتية

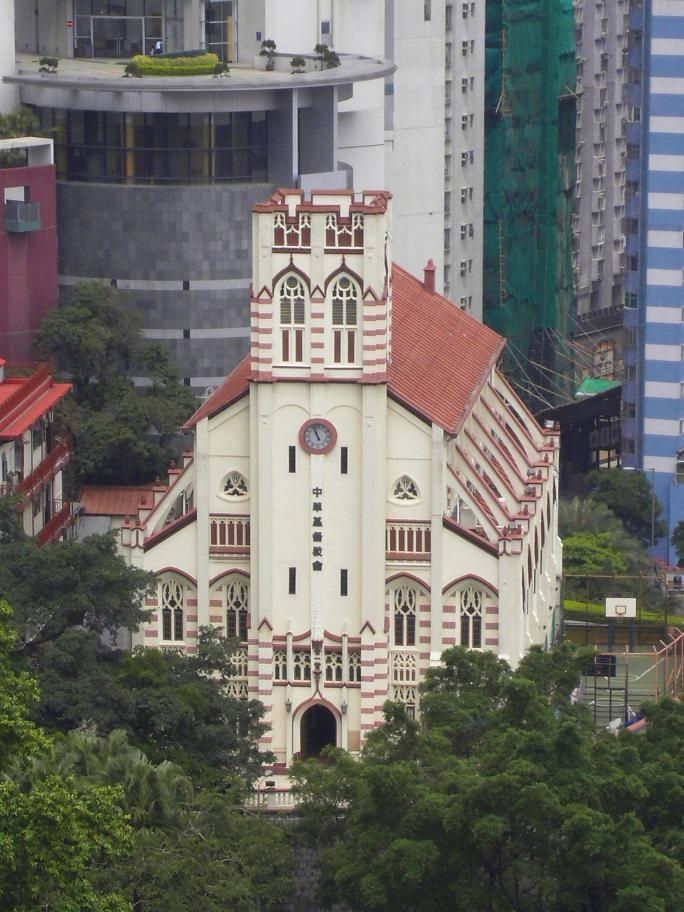
كنيسة القديس المسيح البروتستانتية.

في عام 2010 كان هناك حوالي 480,000 من المسيحيين البروتستانت في هونغ كونغ، وتتكون الكنيسة البروتستانتية من أكثر من 1,300 تجمع في أكثر من خمسين طائفة. الطوائف الرئيسية هي الأنجليكانية، والمعمدانية، واللوثرية، والأدفنتست، والتحالف المسيحي التبشيري، والميثودية، وجيش الخلاص والخمسينية. ومع التركيز على العمل الشبابي، تملك العديد من التجمعات البروتستانتية نسبة عالية من الشباب في صفوفها. وتنشر الكنيسة عدد من الصحف الأسبوعية منها الأسبوعي المسيحي والمسيحية تايمز. وفقًا لدراسة المؤمنون في المسيح من خلفية مسلمة: إحصاء عالمي وهي دراسة أجريت من قبل جامعة سانت ماري الأمريكيّة في تكساس سنة 2015 وجدت أنَّ حوالي 4,500 مُسلم في هونغ كونغ تحول إلى المسيحية على المذهب الإنجيلي.
يعود تاريخ وجود الجماعات البروتستانتية في البلاد إلى عام 1841، وكانت «جريدة نورا عظيما» (بالكانتونيَّة: 大 光 报)، وهي أول صحيفة مسيحية ومقرها في هونغ كونغ وتُوزع حاليًا في هونغ كونغ والصين، قد بدأت في الظهور بشكل مكثف في أوائل عام 1900، مع نشاط الدكتور مان كاي وان بين السنوات 1869-1927 عندما عين نائبًا ورئيس مجلس الإدارة إلى جانب الدكتور صن يات صن والذي كان مساهم فيها. كانت كنيسة لتساي (بالكانتونيَّة: 道 济 会堂) من أوائل دور العبادة البروتستانتية والتي تأسست من قبل جمعية التبشير لندن في عام 1888. أسست أولى كليات الطب في هونغ هونع على يد الكنيسة البروتستانتية المشيخية هي كلية الطب الصينية (بالكانتونيَّة: 香港 华人 西医 书院). وكان الاتحاد الأفريقي، قد تأسس على يد فونغ تشي (1847-1914) المعلم في الأدب الصيني، وهو أحد شيوخ الكنيسة من تساي.
أُعطي للكنيسة الأنجليكانية امتيازًا خاصًا من قبل الحكومة الإستعمارية البريطانية. ويعود جذور الكنيسة في البلاد عندما وصل المبشر شنغ كونغ هوي إلى هونغ كونغ في عام 1843. وتأسست الكنيسة الصينية الأولى، وهي كنيسة سانت ستيفن في عام 1865. ومنذ ذلك الحين فصاعدًا تطورت الكنيسة الأنجليكانية في هونغ كونغ وماكاو، وواصلت الكنائس في النمو، مما أدى إلى إنشاء أبرشية فيكتوريا (بالكانتونيَّة: 維多利亞 教區) في عام 1849؛ وأبرشية كونغ يوت (بالكانتونيَّة: 港 粵 教區) التابعة لمقاطعة تشونغ هوا شنغ كونغ هوى في عام 1913؛ تلاه تأسيس أبرشية هونغ كونغ وماكاو في عام 1951، والذي تم فصلها في وقت لاحق عن المقعاطعة الكنسيَّة في تشونغ هوا شنغ كونغ هوي. وفي المجمع الأربعين للأبرشية والذي عقد في ديسمبر من عام 1991، قرر المجمع اتخاذ خطوات لتوسيع الأبرشية لتصبح مقاطعة كنسيَّة وذلك في عام 1998.

### الكاثوليكية

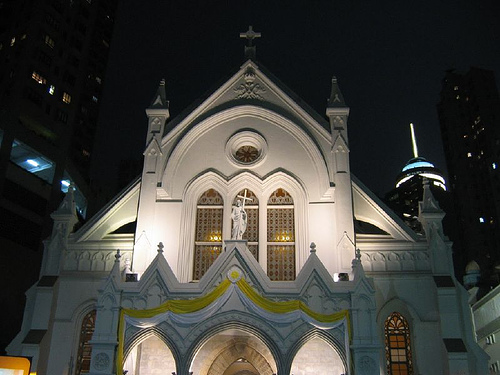
كاتدرائية الحبل بلا دنس الكاثوليكيَّة.

اعتبارًا من أغسطس عام 2015 ضمت هونغ كونغ حوالي 384,000 كاثوليكي محلي، إلى جانب حوالي 160,000 كاثوليكي فلبيني. ويخدمهم حوالي 223 كاهن وستة وعشرين شمَّاس وثمانية وستين راهب وحوالي 474 راهبة. ويتوزع كاثوليك البلاد على واحدة وخمسين أبرشية والتي تضم أربعين كنيسة وواحد وثلاثين مصلّى وستة وعشرين قاعة للخدمة الدينية. وفيما يتعلق بالتعليم، هناك 252 مدرسة ورياض أطفال كاثوليكية، ويبلغ عدد التلاميذ الدارسين فيها أكثر من 146,266 تلميذًا. وتجرى معظم الخدمات الدينيَّة في الكنائس الكاثوليكية باللغة الكانتونيَّة، في حين تقدم ثلاثة أخماس الرعايا خدماتها الدينية باللغتين الإنجليزية والتاغالوغيَّة في بعض الحالات. وقد أنشأت أبرشية هيكلها الإداري الخاص مع الحفاظ على صلات وثيقة مع البابوية والجماعات الكاثوليكية الأخرى في جميع أنحاء العالم. فهي تحتوي على نفس العقيدة، والكتاب المقدس، والليتورجيا. ويقع مكتب مساعد الأمين العام للاتحاد الآسيوي لمؤتمر الأساقفة في هونغ كونغ. جنبًا إلى جنب عملها الرسولي، كان واحدًا من الاهتمامات الرئيسية للأبرشية الكاثوليكيَّة رفاه هونغ كونغ للجميع. وذلك عن طريق الوصول إلى الأفراد من خلال وسائل الإعلام، حيث تنشر الكنيسة صحيفتين أسبوعيّة. وبالإضافة إلى ذلك، فإن الأسقفية تملك وسائل اعلام مرئية ومسموعة ولديها مركز تنتج فيها الأشرطة والأفلام لإستخدامها في المدارس والرعايا.
يعود حضور الكنيسة الرومانية الكاثوليكية في هونغ كونغ إلى عام 1841، عندما أنشأ البابا غريغوري السادس عشر النيابة الرسولية والتي ضم «هونغ كونغ» وكانت مستقلة عن أبرشية ماكاو، ولكن خضعت لسلطة أسقف ماكاو. وكانت الحاجة الأولية لإنشاء النيابة من أجل الرعاية الروحية للجنود البريطانيين خصوصًا الأيرلنديين الكاثوليك المتمركزين في المستعمرة التي أنشئت حديثًا. وتأسست النيابة الرسولية في عام 1874، وصارت أسقفيَّة في عام 1946. أخذ نمو الكاثوليكيَّة منعطف هام مع قدوم المبشرين الكاثوليك خلال 1858. والذين ساهموا في إنشاء المدارس والمرافق الطبيَّة والمستشفيات. في منتصف القرن العشرين، تعرَّضت المدينة للاحتلال الياباني أثناء حرب المحيط الهادئ، وتمت ايقاف جميع الأنشطة الكاثوليكيَّة، وتم إجلاء المبشرين واعتقالهم وطردهم فيما بعد. استعادت بريطانيا المدينة بعد الحرب، وأخذ تطوّر الكاثوليكية في هونغ كونغ بين السكان المحليين منعطفًا جديدًا بعد الحرب العالمية الثانية، حيث عادت الأنشطة الدينية في البلاد وازدهر نشاط الكنيسة الكاثوليكيَّة. ومن أبرز رجال الدين الكاثوليك كان جوزيف تشن المؤيد للديمقراطية والناقد القويا لجمهورية الصين الشعبية. وكثيرًا ما كانت وجهات نظره حول السياسات الحكومية متعارضة مع وجهات نظر رئيس تنفيذي السابق لهونغ كونغ دونالد تسانغ والذي هو أيضًا كاثوليكي. يذكر أنَّ كاري لام وهي رابع سياسية تشغل منصب رئيس تنفيذي أيضًا كاثوليكيَّة المذهب.

### الكنيسة الأرثوذكسية

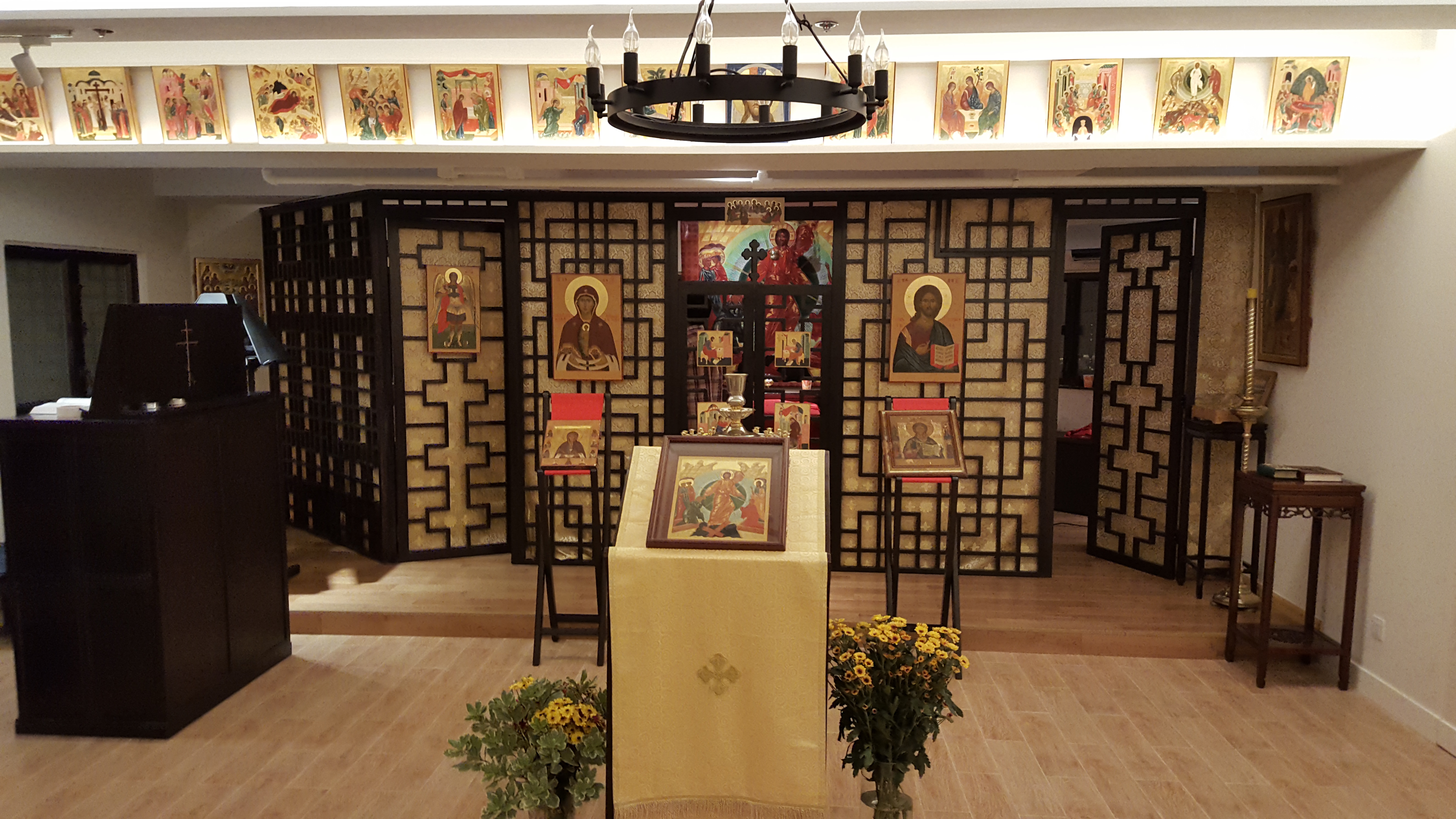
داخل كنيسة القديس بطرس وبولس الأرثوذكسيَّة في هونغ كونغ.

في عام 1933 أرسل الأسقف فيكتور سفياتين رئيس البعثة الأرثوذكسية الروسية في الصين، الكاهن ديمتري أوسبنسكي، والذي خدم في بكين إلى هونغ كونغ، حيث انتقل العديد من المهاجرين الأرثوذكس الشرقيين من روسيا منذ الثورة في عام 1917. وقام ديمتري أوسبنسكي بنتظم الرعية في هونغ كونغ وخدم هناك البلاد حتى وفاته في عام 1969. في عام 1945، زار البلاد الأسقف الأرثوذكسي جون ماكسيموفيتش من شنغهاي، وفي عام 1968 وصل إلى البلاد المطران الأرثوذكس الروسي جوفينالي بوياركوف من الزرايسك. وأعيد تأسيس الرعية الروسية الأرثوذكسية رسميًا في عام 2008.
أنشئت الكنيسة الأرثوذكسية لهونغ كونغ وجنوب شرق آسيا (بالكانتونيَّة: 正 教会 普世 宗 主教 圣 统 香港 及 东南亚 都 主教 教区) في نوفمبر من عام 1996 بقرار من المجمع المقدس الكبير في القسطنطينية. وهي الآن تحت ولاية للبطريركية القسطنطينية المسكونية.

### كنيسة يسوع المسيح لقديسي الأيام الأخيرة
لدى كنيسة يسوع المسيح لقديسي الأيام الأخيرة أكثر من 23,000 ممارس في هونغ كونغ ومقسمة إلى ستة وثلاثين تجمع، وقد تضاعف عدد الأعضاء خلال السنوات الاخيرة. وصلت أولى الإرسليات التبشيريَّة من المورمون إلى هونغ كونغ في عام 1853 ولكن لم يتم إنشاء مقر خاص بهم حتى عام 1949. في عام 1996 تم الانتهاء من كنيسة معبد كولون.

## الرعاية والخدمات الاجتماعية

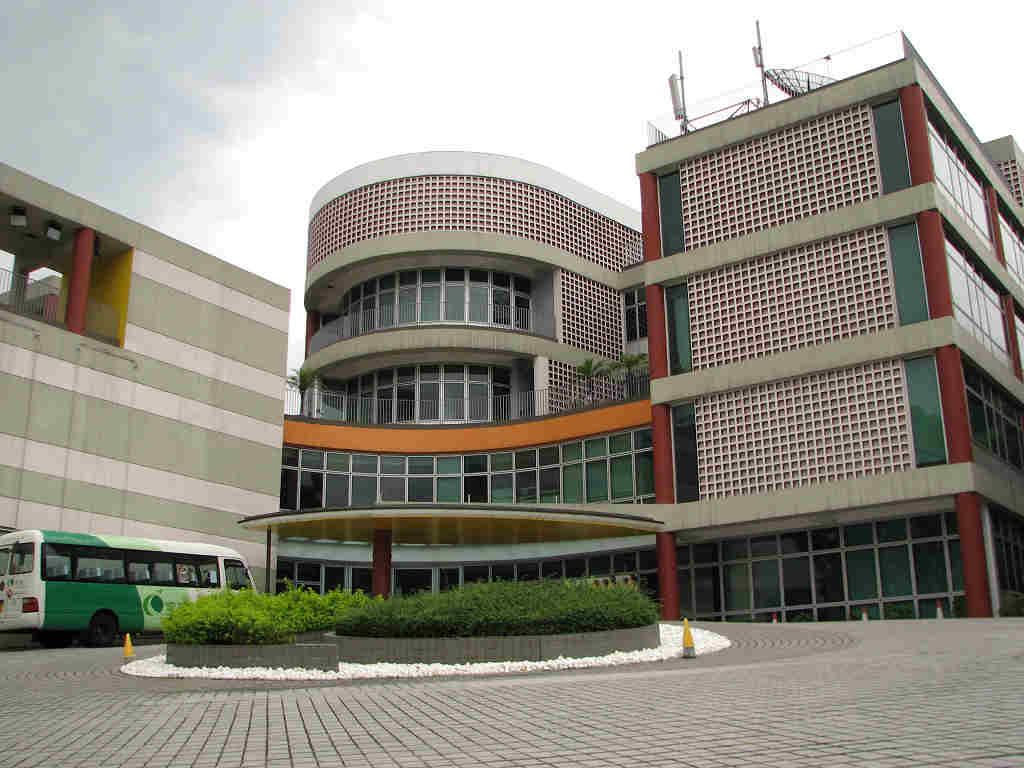
مركز جمعية الشبان المسيحيين.

تٌعد كاريتاس الذراع المسؤول عن الرعاية الاجتماعية للكنيسة والمجتمع الكاثوليكي في هونغ كونغ. وهذه الخدمات متاحة لجميع الأشخاص بغض النظر عن خلفيتهم الدينيَّة. في الواقع 95% من الذين استفادوا من الخدمات التي تقدمها ليسوا من الكاثوليك. بالإضافة إلى «راهبات دي سانت بول شارتر» والتي أسست واحدة من أولى المياتم ودار العجزة في عام 1848. وتملك الكنيسة العديد من الفنادق المسيحية مثل بيت كاريتاس أوزوالد تشيونغ الدولية وفندق بيشوب لي.
في المجتمعات البروتستانتية، تعتبر مؤسسة شنغهونغ كونغ كونغ هوى إحدى أهم المؤسسات للاحتياجات الاجتماعية، وذلك من خلال توفير مجموعة واسعة من الخدمات الاجتماعية، وتهدف إلى تحقيق العدالة ومجتمع عادل. في الوقت الحاضر، العديد من منظمات الخدمة الاجتماعية ونماذج الخدمة الاجتماعية في هونغ كونغ بدأت تروج لها الكنيسة. الخدمات المقدمة من قبل الكنيسة هي متعددة الأوجه، بما في ذلك الخدمات للأسرة ورعاية الطفل، والأطفال والشباب وكبار السن وإعادة التأهيل الخدمة، خدمة المجتمع التنمية والخدمات الداعمة الأخرى. هناك أكثر من 230 وحدة تقديم خدمة اجتماعية بروتستانتية في هونغ كونغ.

### التعليم
قبل 1841 كان إقليم هونغ كونغ امتداد للإمبراطورية الصينية لقرون عديدة. بدأت التغييرات مع وصول الإستعمار البريطاني في عام 1841. في البداية وصل التعليم في هونغ كونغ من قبل المبشرين البروتستانت والكاثوليك الذين قدَّموا الخدمات الاجتماعية المختلفة. بدأ المبشرون الإيطاليين تقديم برامج ومؤسسات لتعليم الشباب البريطاني والصيني في عام 1843.

#### مؤسسات التعليم الجامعي

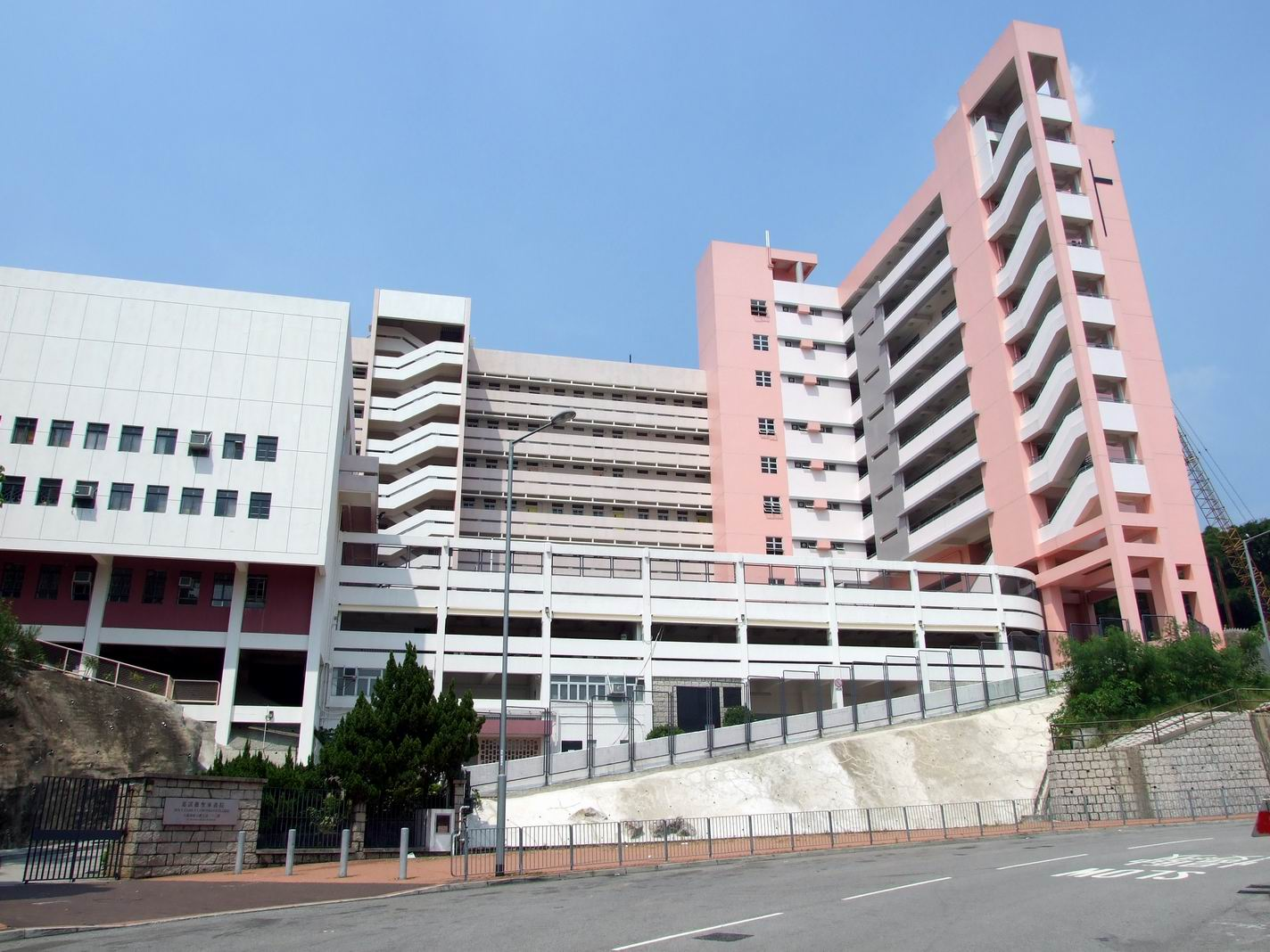
كلية العائلة المقدسة.

كانت أول مدرسة طبية غربيَّة في الشرق الأقصى تأسست في هونغ كونغ وهي كلية الطب الصينيَّة في عام 1887، وتأسست على يد غارد فريدريك، وهو قس في جمعية لندن التبشيرية المسيحية والكنيسة المشيخية. تحولت نواة المدرسة في وقت لاحق إلى أساس لجامعة جديدة وإعيدة تسميتها إلى جامعة هونغ كونغ في عام 1910.
تدير الطوائف البروتستانتية ثلاثة مؤسسات جامعية (وهي تشي تشونغ وكلية الجامعة الصينية في هونغ كونغ، وجامعة هونغ كونغ المعمدانية وجامعة ينغنان). وبالإضافة إلى ذلك، تدير ستة عشر مدرسة لاهوتية ومعاهد الكتاب المقدس، وستة عشر دار نشر مسيحية وسبعة وخمسين مكتبة المسيحية. تمنح كلية فرانسيس كاريتاس وهي كلية كاثوليكية الدرجات العلمية، وقد أنشئت من قبل كاريتاس هونغ كونغ.

#### رياض الأطفال والمدارس الابتدائية والثانوية
في مجال التعليم هناك 320 مدرسة كاثوليكية ورياض الأطفال ويدرس فيها حوالي 286,000 طالب وطالبة. ويعمل المجلس الكاثوليكي للتعليم للمساعدة في هذا المجال. تدير الكنائس البروتستانتية 144 مدرسة ثانوية، و192 مدرسة ابتدائية و273 من رياض الأطفال و116 من دور الحضانة. ومن الجدير بالذكر أن العديد من المدارس التي تديرها الكنيسة قد حصلت على نتائج باهرة في الامتحانات الرسمية، مثل «المدرسة الأسقفية للبنات» والمدرسة الأسقفية للبنين وكلية سانت بول للتعليم المختلط.

### الخدمات الطبية

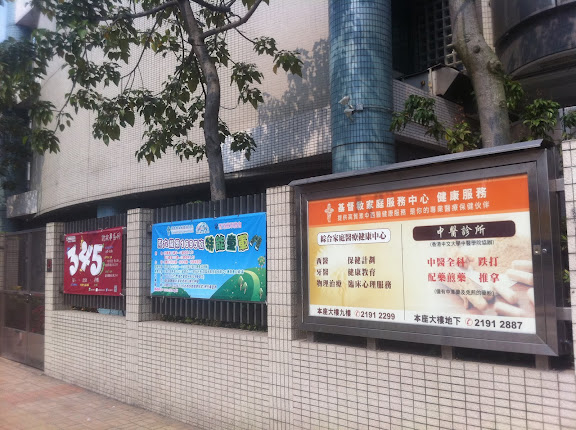
مركز خدمة الأسرة المسيحية.

تدير الطائفة البروتستانتية في هونغ كونغ سبعة مستشفيات. المستشفيات تشمل المستشفى المعمداني، ومستشفى الإنجيل (مستشفى خاص)، ومستشفى الأمل هافن. وقد خدمت بعض هذه المستشفيات مختلف الشرائح الاجتماعية في هونغ كونغ لمدة طويلة من الزمن. وتم افتتاح مستشفى تسان يوك من قبل جمعية التبشير لندن في عام 1922 وأصبح مستشفى حكومي في عام 1934.
تدار ستة مستشفيات من قبل الطائفة الكاثوليكية في هونغ كونغ. وتدار ثلاثة مستشفيات في هونغ كونغ من قبل كاريتاس: وهي المركز الطبي كاريتاس، ومستشفى كانوسا ومستشفى سانت بول. ويدار مستشفى سانت تريزا من قبل راهبات القديس بولس ترتيب.
وقبل إنشاء مستشفى باميلا يود نيثرسول الشرقي الحكومي، كانت هناك ثلاث عيادات حكوميَّة في المنطقة الشرقية ولكنها افتقرت إلى مستشفيات حكومية، وذلك على الرغم من أنَّ المنطقة وصل تعداد سكانها إلى حوالي 440 ألف نسمة في الثمانينات. واشار تقرير أصدرته منظمة خيرية مسيحيَّة إلى ان الإصابات الحاصلة المنطقة الشرقية شكلَّت نسبة 40% من مجمل الوفيات والإصابات الحاصلة في جزيرة هونغ كونغ. وفي أغسطس عام 1982، شكلت عدة كنائس في المنطقة منظمة سعت لإجبار الحكومة المستعمرة آنذاك على إنشاء مستشفى، مما أدى إلى إنشاء مستشفى باميلا يود نيثرسول الشرقي. كما حثت المنظمة المسيحية الحكومة الإستعمارية على تحسين الخدمات الطبية المقدمة في المنطقة.

## الحضور في المجتمع

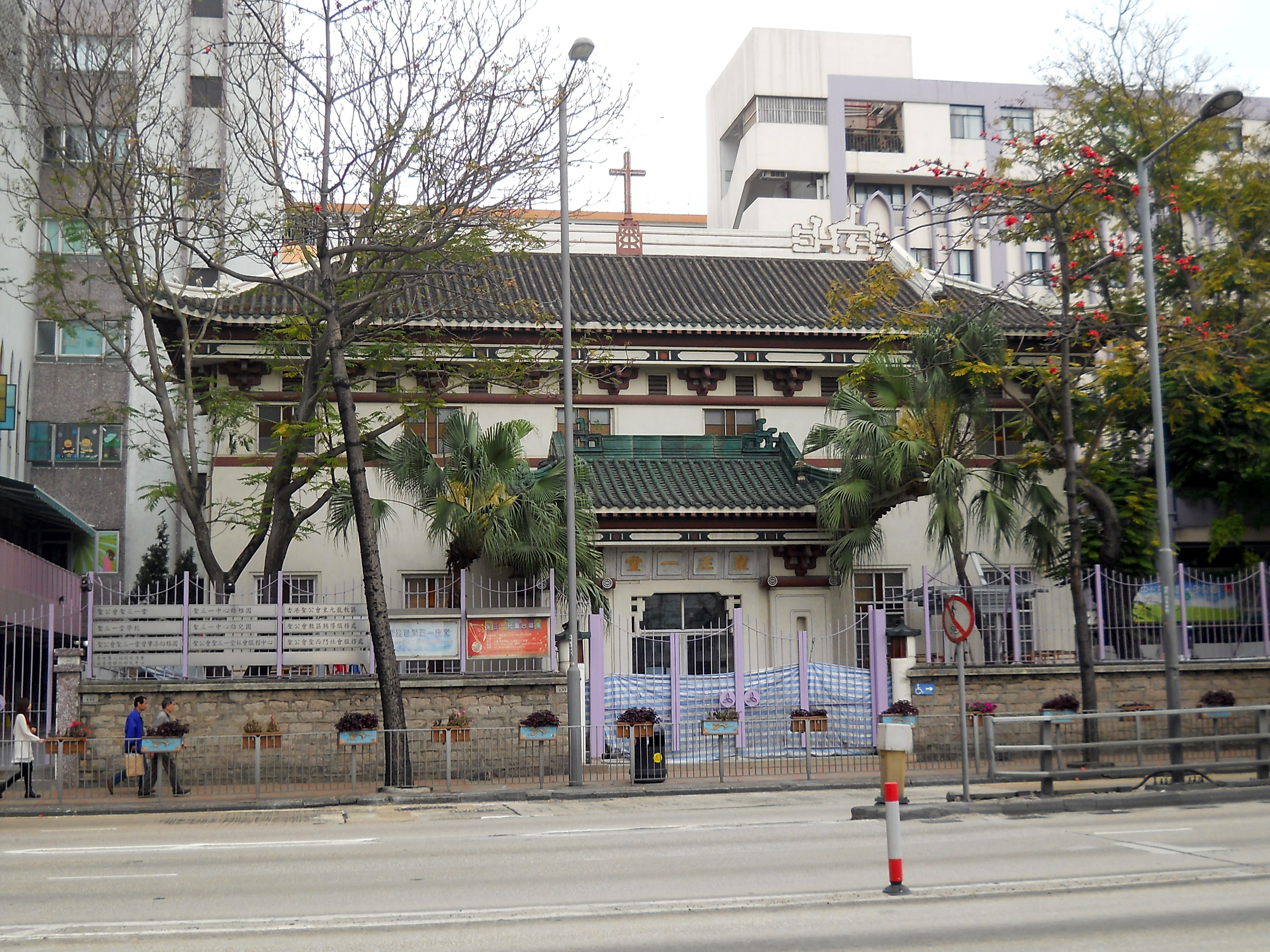
كاتدرائيَّة الثالوث الأقدس؛ ترتبط صورة المسيحية في هونغ كونغ بالإمتياز والسلطة والثروة.

وفقاً للباحث ستيفن بافي يميل المسيحيين الهونغ كونغيين أن يكونوا شباباً، وحاصلين على تعليم عالي ومن الطبقة الوسطى. حيث أنَّ متوسط العمر بين البروتستانت 31.2 بالمقارنة مع 35.3 لمجمل السكان، وحوالي 75% من البروتستانت الهونغ كونغيين تقل أعمارهم عن 44 عامًا. حوالي 33% من المسيحيين في هونغ كونغ حاصلين على تعليم ثالثي، بالمُقارنة مع 17.5% من عموم السكان. ووجدت دراسة تعود إلى عام 1995 أن 40.5% من مجمل الحاصلين على شهادة جامعية في المدينة كانوا مسيحيين. ووجدت الدراسة أيضاً إلى أنَّ معظم المسيحيين ينتمون إلى الطبقة الوسطى والطبقة الوسطى العليا، حيث أنَّ 58.9% من البروتستانت وحوالي 57% من الكاثوليك كانوا ينتمون إلى الطبقة الوسطى والطبقة الوسطى العليا، بالمُقارنة مع 41.8% من اللادينيين وحوالي 31.7% من أتباع الديانة الصينيَّة الشعبيَّة. بالمقابل 11.7% فقط من البروتستانت في هونغ كونغ ينتمون إلى الطبقة الدنيا.
بحسب الباحث دانيال غوه من جامعة سنغافورة الوطنية ساهم المسيحيون وشاركوا في إعادة التعمير والعولمة في هونغ كونغ، ويشير الباحث دانيال غوه إلى أنَّ الهوية المسيحية في سنغافورة وأوضاعها الإجتماعية والإقتصادية تتشابه مع تلك في هونغ كونغ. للمسيحيَّة تأثير اجتماعي سياسي قوي في هونغ كونغ، حيث أنَّ اثنين من أصل خمسة رؤساء هونغ كونغ التنفيذيين هم مسيحيين كاثوليك (دونالد تسانغ وكاري لام). وأظهر بحث أجرته لجنة المنح الجامعية الحكومية أن ما يقرب من 25% من طلاب الجامعات في هونغ كونغ مسيحيون - معظمهم من البروتستانت - على الرغم من أنَّ المسيحيين يمثلون 11.7% بالمائة من سكان المدينة. في الاحتجاج وفي السلطة على حد سواء، يتمتع المسيحيون بنفوذ أكبر بكثير مما توحي أعدادهم الإجمالية في المجتمع. وقد لاحظت صحيفة نيويورك تايمز «التأثير المذهل» للمسيحية في حركة الاحتجاجات المتصاعدة عام 2019.

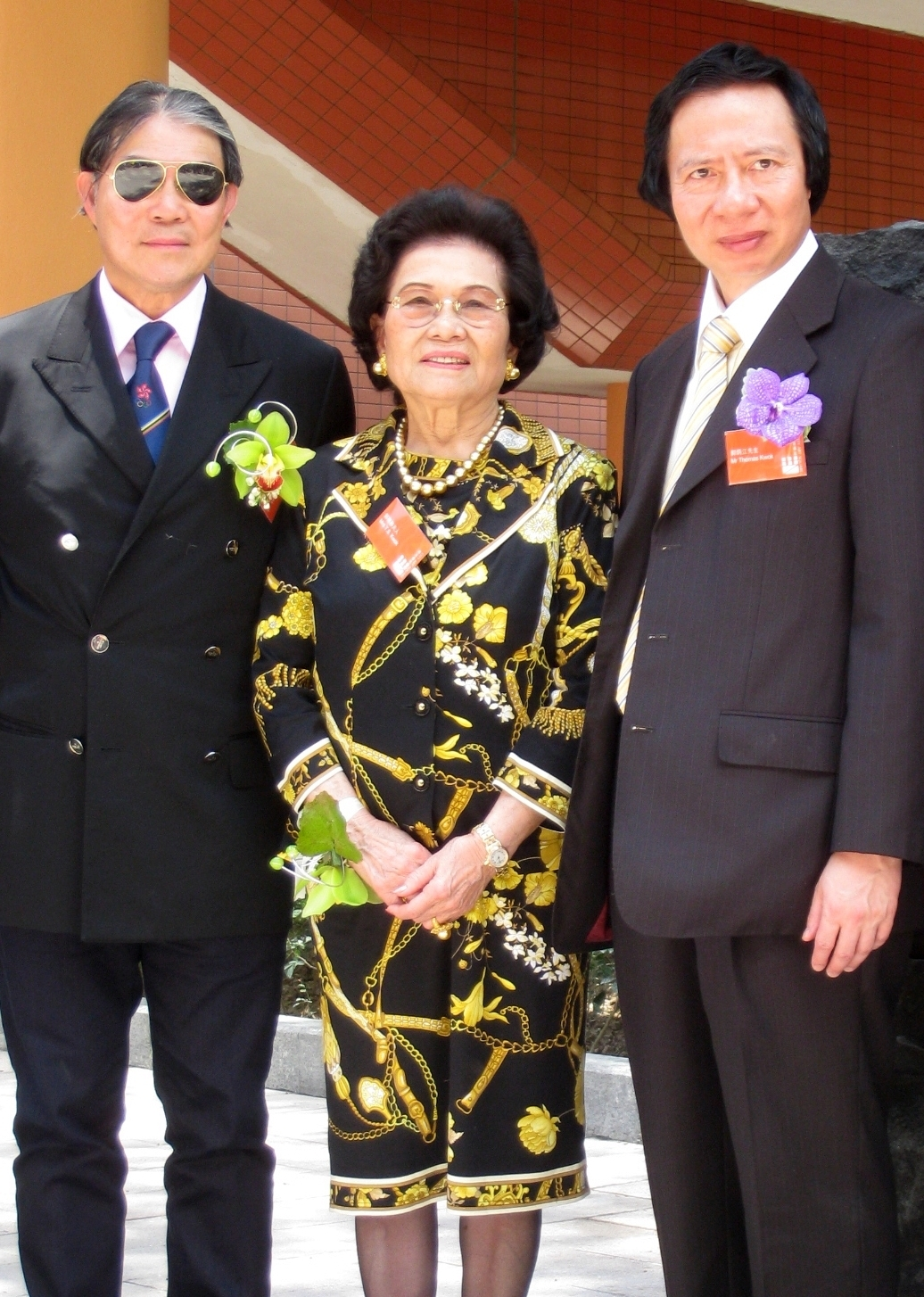
وفقاً لمجلة فوربس عام 2017 تتصدر أسرة كووك المسيحيَّة الإنجيلية ثالث أغنى عائلة في آسيا.

كانت المسيحية واحدة من أكثر الديانات تأثيرًا في هونغ كونغ، وذلك بسبب خضوع هونغ كونغ تحت حكم التاج البريطاني من عام 1841 إلى عام 1997، حيث كانت المسيحية الديانة الرئيسيَّة للمملكة المتحدة. وقد أعطيت للمسيحيَّة، وخاصَة للكنيسة الأنجليكانية، امتيازًا خاصًا من قبل الحكومة الإستعمارية البريطانية. على الرغم من أن المسيحية قد حققت تقدماً بين سكان هونغ كونغ الصينيين بحلول أوائل القرن العشرين، إلا أن تأثيرها كان يقتصر عمومًا على عدد قليل من المجتمعات الصغيرة بما في ذلك القرى النائية من مستوطنات الهاكا التي تحولت إلى الكاثوليكية في القرن التاسع عشر. لكن بدأ هذا يتغير بعد الحرب العالمية الثانية، عندما شكل تدفق اللاجئين الفارين من عدم الاستقرار والفقر والاضطهاد السياسي في الصين القارية تحديًا أمام حكومة هونغ كونغ. خصوصاً بعد أحداث شغب ستار فيري عام 1966 وأعمال شغب 1967. ومنذ عقد 1960 إكتسبت المسيحية زيادة وقوة في أعداد ونسبة الأتباع. وفقاً لتشان شون هينغ، الأستاذ في قسم الدين والفلسفة في جامعة هونغ كونغ المعمدانية: «ابتداءً من عقد 1960، كان هناك ازدهار في التعليم الذي تديره الكنيسة». ويشير إلى أن الكنائس تدير حوالي 50% من المدارس الابتدائية والثانوية في المدينة، ويضيف: «أن العديد من هذه المدارس هي مدارس النخبة التي اجتذبت الشباب». وكان عدد غير متناسب من النخبة في هونغ كونغ قد درسوا في تلك المدارس التي تديرها الكنائس المسيحية.
لعبت المدارس المسيحيَّة دوراً بارزاً في رفع المستوى التعليمي للطوائف المسيحية في هونغ كونغ والتوجه للتعليم العالي بالإضافة إلى جذب النخب المحلية إلى الديانة المسيحية. وحالياً يتمتع المسيحيين في المدينة بمكانة اجتماعية واقتصادية عالية، ولا يتقصر الحضور المسيحي في المدينة على السياسية، بل يمتد إلى مجالات الطب والمحاماة والهندسة المعمارية، حيث أنَّ حضور المسيحيين الكبير في هذه المجالات لا يتناسب مع عددها. أغلبيَّة المسيحيين في المدينة هم من المتعلمين وينتمون إلى الطبقة المتوسطة العليا. وكثير منهم مهنيون وميسوري الحال، ويحتلون مناصب اجتماعية بارزة. ووفقاً للباحث كارل تي سميث للمسيحيين تأثير كبير بين النخب، ويلعبون دور كأقلية وسيطة في المدينة. وفقاً لمجلة فوربس عام 2017 تتصدر أسرة كووك المسيحيَّة الإنجيلية ثالث أغنى عائلة في آسيا مع ثروة صافية تقدر بحوالي 40 مليار دولار أمريكي، وكلا الأخوان توماس وريموند كووك مسيحيان متدينان، حيث قاموا ببناء متنزه إنجيلي، سفينة نوح، في جزيرة ما وان في هونغ كونغ. خلال سنوات 1990، أقام توماس كووك كنيسة في ردهة الهرم بالطابق الخامس والسبعين على قمة مجمع المكاتب المركزية في سنترال بلازا. ومن بين المليارديرات المسيحيين المتدينين بيتر وو والذي تقدر صافي ثروته بحوالي 10.3 مليار دولار أمريكي، وروني تشان، وغيرهم.
بحسب تقرير لجامعة سنغافورة للإدارة «يتحول المزيد والمزيد من الناس في جنوب شرق آسيا إلى المسيحية. ولكن هؤلاء المتحولين الجدد - ومعظمهم من الصينيين العرقيين - ينجذبون بشكل خاص إلى المسيحية الكاريزمية». ويشير التقرير إلى دراسة الباحثة جولييت كونينغ وهايدي داهلس من الجامعة الحرة بأمستردام حيث وفقاً لهم «هناك توسعاً سريعاً للمسيحية الكاريزمية منذ الثمانينات فصاعداً. ويقال إن سنغافورة والصين وهونغ كونغ وتايوان وإندونيسيا وماليزيا لديها أسرع المجتمعات المسيحية نمواً، وأن غالبية المؤمنين الجدد هم صاعدون متحركون، وحضريون، وشباب من الطبقة المتوسطة». وذكرت مصادر مختلفة أنَّ المسيحية تجتذب بشكل متزايد الشباب والشريحة السكانية الثرية والمتعلمة في هونغ كونغ.

### الجامعات
وفقًا لإحصائية جامعة هونغ كونغ، اعتبارًا من العام الدراسي 2010/2011 كان ما يقرب من 24.3% من طلاب الجامعات في هونغ كونغ من المسيحيين، على الرغم من أن المسيحيين يشكلون 10% من مجمل السكان، وتتضمن النسبة 21.4% بروتستانت وحوالي 2.9% كاثوليك، كما وجدت الإحصائية أن طلاب الجامعات هم أكثر عرضة ب 2.5 مرة أن يكونوا مسيحيين.

### احتجاجات 2014
تشير التقارير المختلفة إلى انخراط العديد من المسيحيين كمشاركين وقادة خلال احتجاجات هونغ كونغ في عام 2014، أبرزهم جوشوا وونغ وهو مؤسس اتحاد هونغ كونغ للطلبة، ومسيحي إنجيلي قال أنَّ إيمانه المسيحي كان دافع لقيادته للإتحاد. كما أن اثنين من الزعماء حركة احتلوا المركز، وهي مجموعة أخرى دعمت الاحتجاجات، كانوا من المسيحيين. وكانت إحدى دوافع الحركة للانخراط في الاحتجاجات هو عدم الثقة في معاملة المسيحيين من قِبل الحكومة الصينيَّة. وهم ينظرون إلى الديمقراطية كدفاع ضد سيطرة الحكومة. انقسمت الطوائف المسيحية في دعمها أو معارضتها للاحتجاجات، فقد دعمت الكنيسة الميثودية علنًا المتظاهرين، وبالمقابل شجعَّت الكنيسة الأنجليكانية أعضائها على البقاء بعيدًا عن الاحتجاجات. وقد أقام المتظاهرون كنيسة مسيحية مؤقتة في منطقة مونغ كوك. وقد دُمرت الكنيسة عندما قامت الشرطة بتطهير المنطقة. وأعاد المتظاهرون بنائها في اليوم التالي.

### احتجاجات 2019

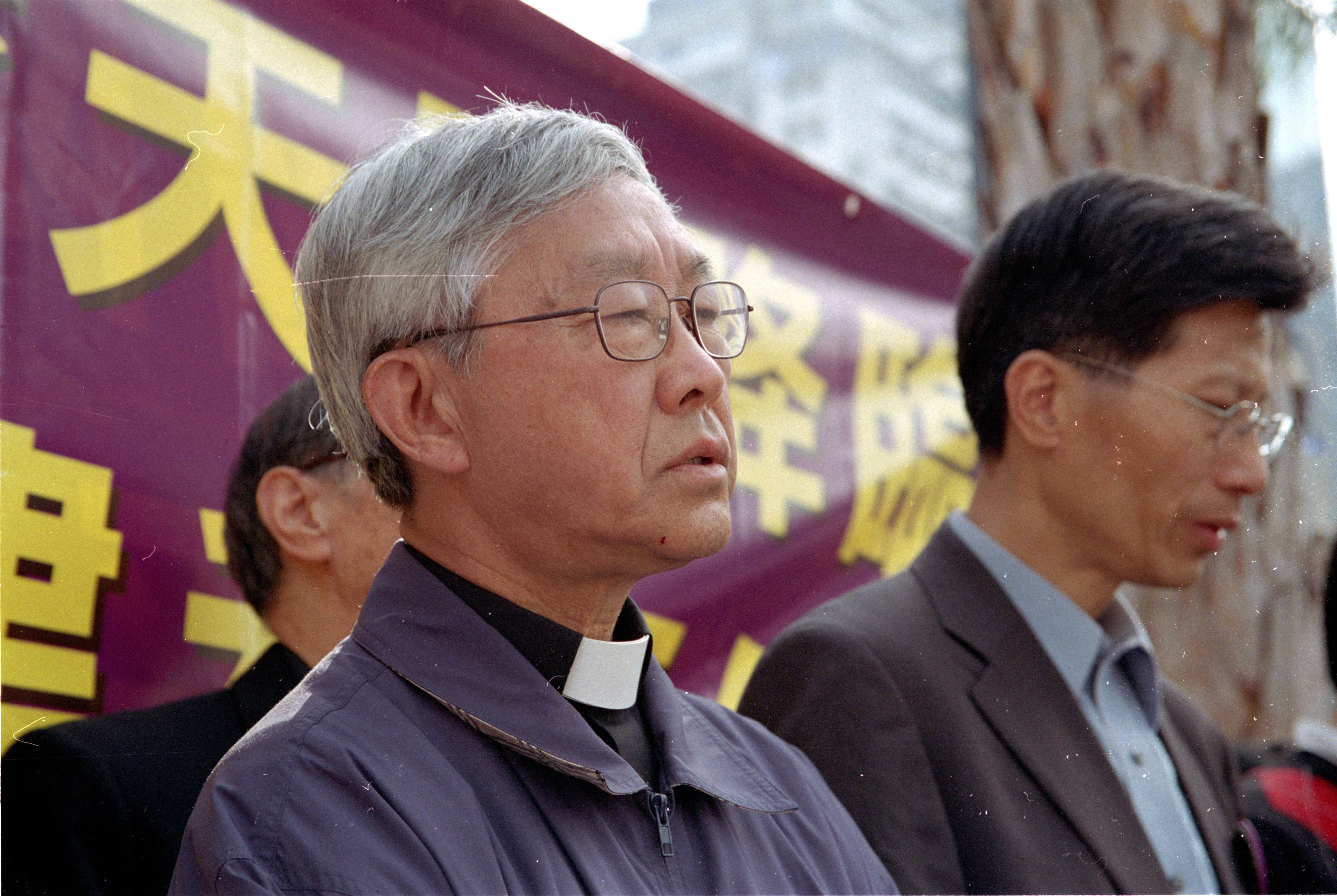
الكاردينال جوزيف تشن من الوجوه المسيحيَّة المؤيدة لحركة الاحتجاجات عام 2019.

الموقف الرسمي الصيني الذي يتبنى فكرة وجود «دور كبير للمسيحيين» في محاولة التأثير على الوضع القائم في هونغ كونغ تُقابله «بروباغندا» مضادة يقودها الإعلام الغربي. وتطرق تقارير والمقالات من أوروبا والولايات المتحدة، عن دور الكنائس المسيحية في هونغ كونغ في الاحتجاجات المتصاعدة عام 2019. وعلى الرغم من تعدد انتماءاتها وهوياتها وأسمائها، وانقساماتها السابقة حول العديد من القضايا، أظهرت منظومة الكنائس المسيحية في هونغ كونغ (1500 كنيسة، صحيفة دينية، جامعة معمدانية، شبه احتكار للتعليم الخاص إذ تدير الكنيسة الكاثوليكية ربع المدارس، ولجنة فرعية تشارك في اختيار الرئيس التنفيذي للمنطقة الإدارية)، توحداً قوياً في دعم حركة الاحتجاجات في عام 2019، ويعود سبب التوحد إلى عوامل عدة، داخلية وخارجية، يطغى عليها أثر الإستعمار البريطاني الذي فتح الباب واسعاً أمام التبشير المسيحي في المدينة، ومنه دعم الكنيسة في هونغ كونغ للنخبة الاقتصادية في البلاد. هذه النخبة الصينيَّة والهونكونغيةََ، التي لم تدعم احتجاجات هونغ كونغ في عام 2014، بدت موحدة في موقفها القلق من تداعيات قانون تسليم المطلوبين موضع الجدل على امتيازاتها في الأسواق العالمية، وترصد موقف سنغافورة الممتن للقانون في هذا الصدد.
ويأتي دعم الكنيسة لهذه النخبة استكمالاً لمسار طويل منذ الإستعمار، لم يوفر التجار الصينيين الأثرياء الذين قدموا إلى المستعمرة الخاضعة للحكم البريطاني منذ انتهاء حرب الأفيون الأولى في العام 1842. بالإضافة إلى ذلك، ترى الكنيسة في النخبة الحقوقية والمتوسطة في هونغ كونغ، التي أسهمت في تعليمها، والتي يعتنق أو تحول العدد الأكبر منها الديانة المسيحية، خزاناً مهماً في وجه النظام الشيوعي الحاكم، وهي تؤكد أن مشكلتها ليست مع الصين، ولكن مع نظامها «القامع للحريات»، فيما ترفع هي لواء العدالة الاجتماعية. وتخشى الكنيسة في الحقيقة أن يكون القانون، وما سبقه من استعراض للهيبة الصينية، مقدمة لسلبها امتيازاتها الدينية والاجتماعية في المدينة.
ويُعتبر موقف الكنيسة الحالي، لا سيما بشقّه الكاثوليكي، ولكن أيضاً بأطيافه الأخرى، رداً على ما يوصف بـ«صمت الفاتيكان» في هونغ كونغ، في عهد البابا فرنسيس، خصوصاً بعد الاتفاق السرّي الذي وقعه هذا الصرح مع بكين في عام 2018، والذي يسمح لها بتعيين الأساقفة من دون موافقة البابا. وهنا، يبرز هجوم للكاردينال جوزيف تشن، وهو أحد أساقفة هونغ كونغ السابقين، والداعم للاحتجاجات، على موقف الفاتيكان.

## الصراع مع الحكومة

### الحفاظ على المباني التراثية

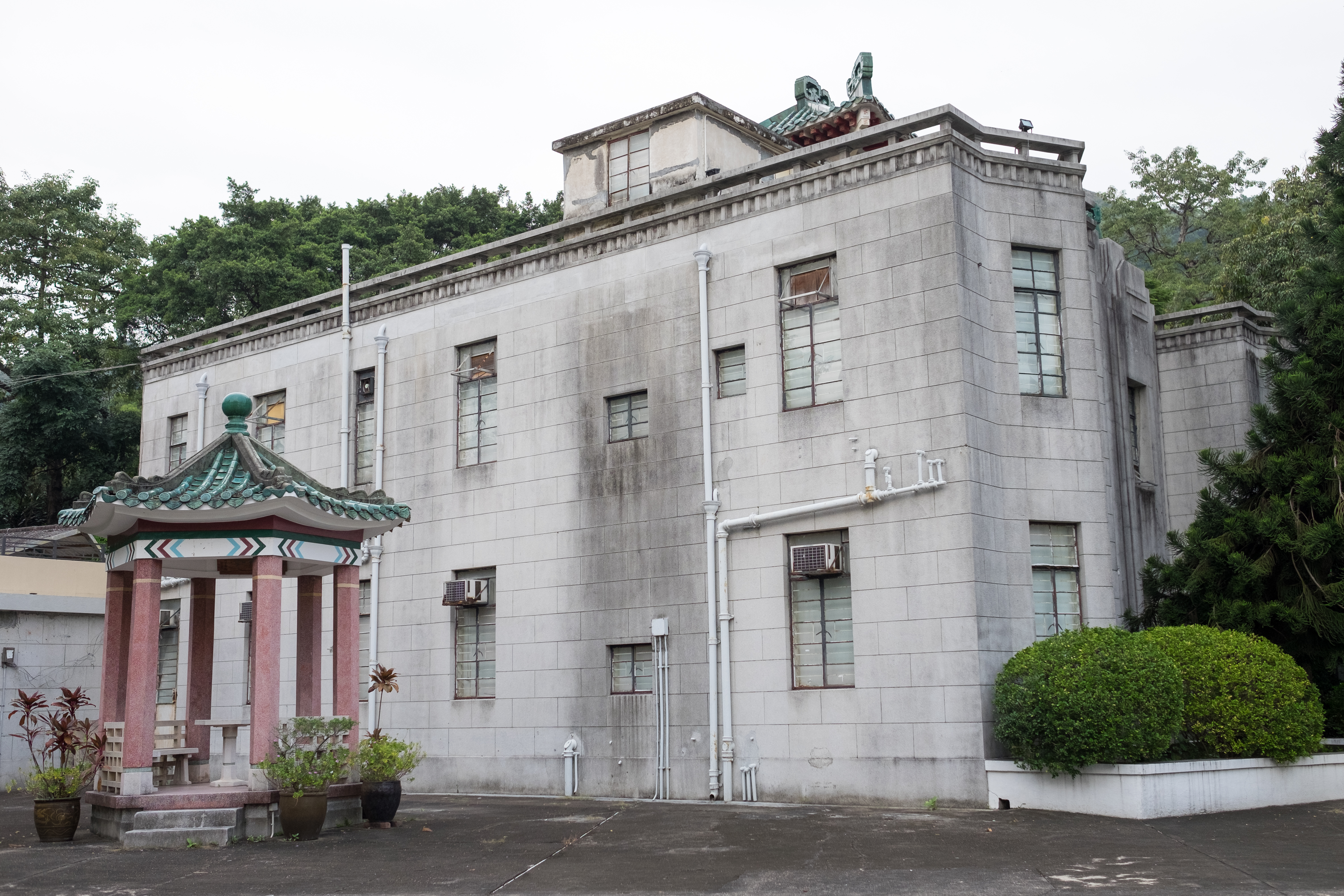
مركز هو فوك تونغ.

وفي أوائل العقد الأول من القرن الحادي والعشرين قدَّم مجلس هونغ كونغ التابع لكنيسة المسيح في الصين طلبًا لإعادة هيكلة مركز هو فوك تونغ، واقترح هدم جميع المباني التاريخيَّة في الموقع، وإلى إدارة المباني. واقترح أيضًا هدم هاتين المدرستين المتجاورتين وهي مدرسة سان وكلية هوه فوك تونغ، في خطة لإعادة التطوير. ولحماية المبنى التاريخي من الهدم، أعلم عن موريسون هاوس كنصب مقترح في 11 أبريل من عام 2003؛ وأعلن في وقت لاحق أنه نصب تذكاري في 26 مارس من عام 2004.

### قاعة كوم تونغ
اشترت كنيسة يسوع المسيح لقديسي الأيام الأخيرة قاعة كوم تونغ في عام 1960. وأستخدمت الكنيسة القاعة من أجل عقد الخدمات العباديَّة وغيرها من أنشطة الكنيسة المحليَّة، فضلاً عن إدارة برامجها الإنسانية. ونتيجة لنمو الكنيسة محليًا وعبر آسيا على مدى العقود الأربعة الماضية، تم نقل مقر الكنيسة من قاعة كوم تونغ إلى مبنى جديد أكبر مكون من أربعة عشرة طابقًا في وان تشاي. ولم تعد الكنيسة بحاجة إلى المبنى وكانت تبحث عن طريقة لبيع ممتلكاتها. وفي أكتوبر من عام 2002، قدمت الكنيسة طلبًا للحصول على تصريح من أجل هدم البناء. ومع ذلك، وبعد الاستماع إلى المخاوف التي أثارها بعض الأعضاء في المجتمع، وسلسلة من المفاوضات مع حكومة هونغ كونغ، توصل مسؤولو الكنيسة إلى توافق في بيع الممتلكات والحفاظ على المبنى.

### إصلاح الإدارة المدرسية
في نوفمبر من عام 2002 أدخل مشروع قانون تعديل التعليم لعام 2002، وتم إقرار المشروع في يوليو عام 2004. وكانت أبرشية هونغ كونغ الكاثوليكية، باعتبإرها واحدة من الهيئات الرئيسيّة التي تدير شبكة من المدارس، قلقة من أن المشروع قد يعرض الأبرشية إلى إدارة المدارس بشكل لا يتوافق مع لرؤيتها ورسالتها، حيث يسمح المشروع لممثلي الآباء والمعلمين ومديري المدارس بالجلوس في لجنة إدارة المدرسة، مما يتسبب في تسيس الجو. نشر الأسقف جوزيف تشن مقالات للتعبير عن آرائه حول مشروع القانون. وكان قد قال في وقت سابق «سنعيد النظر في التزامنا بالتعليم» إذا تم إقرار مشروع القانون، مما أدى إلى قلق الآباء والمعلمين؛ أوضح لاحقًا أنه لا يعني أن أبرشية هونغ كونغ الكاثوليكية ستوقف تشغيل المدارس الكاثوليكية بعد أن تم إقرار مشروع القانون.

## معرض الصور

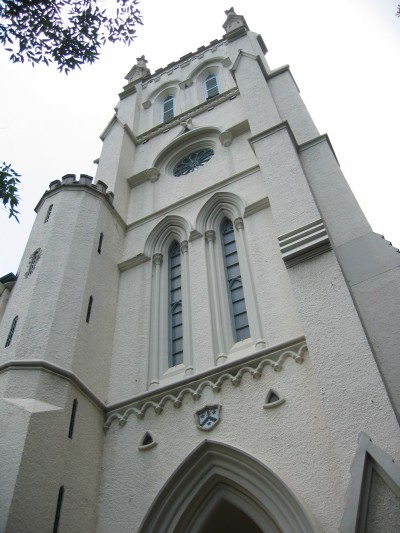
كاتدرائية القديس يوحنا.
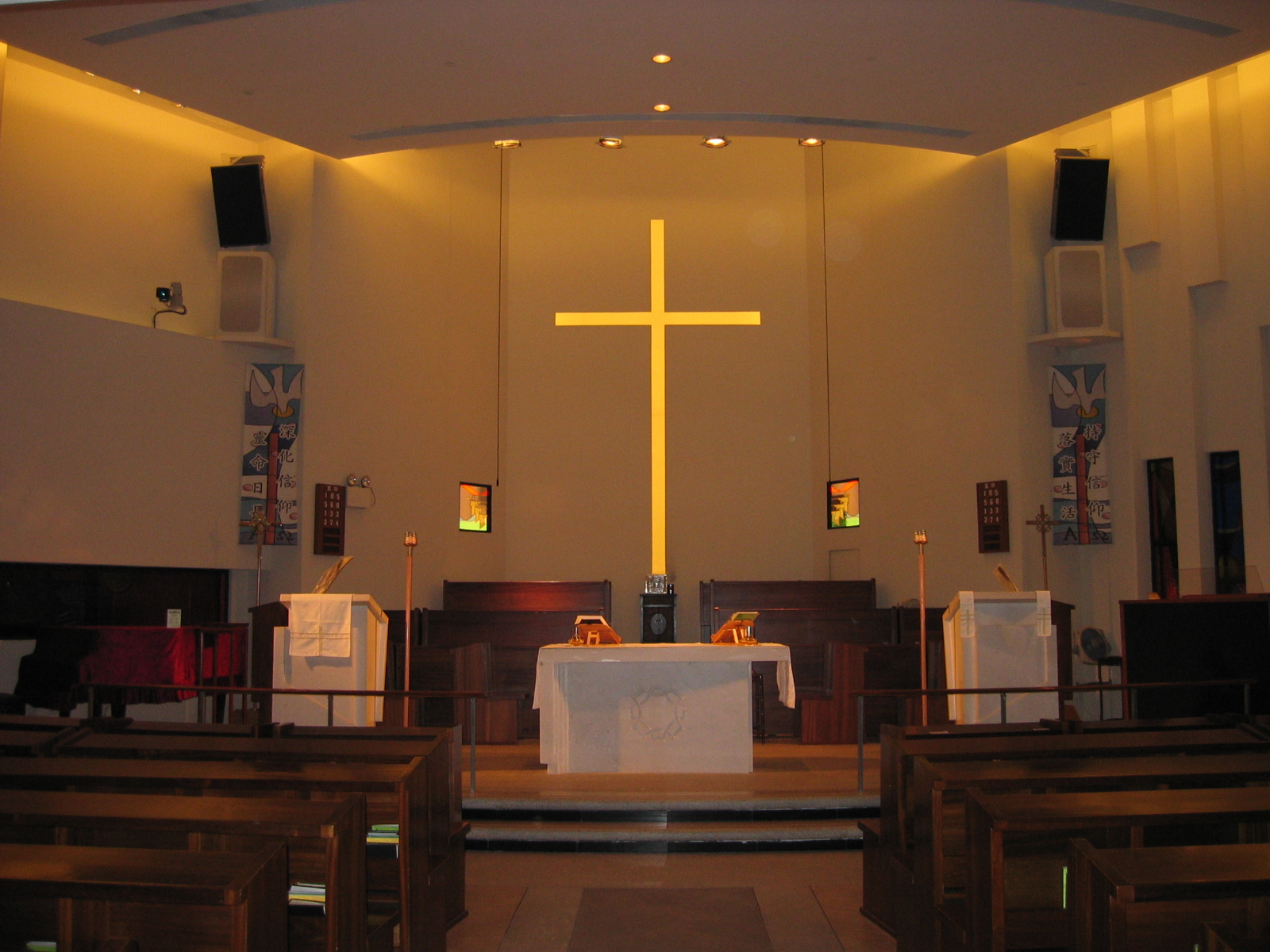
كنيسة الكليل المقدس.
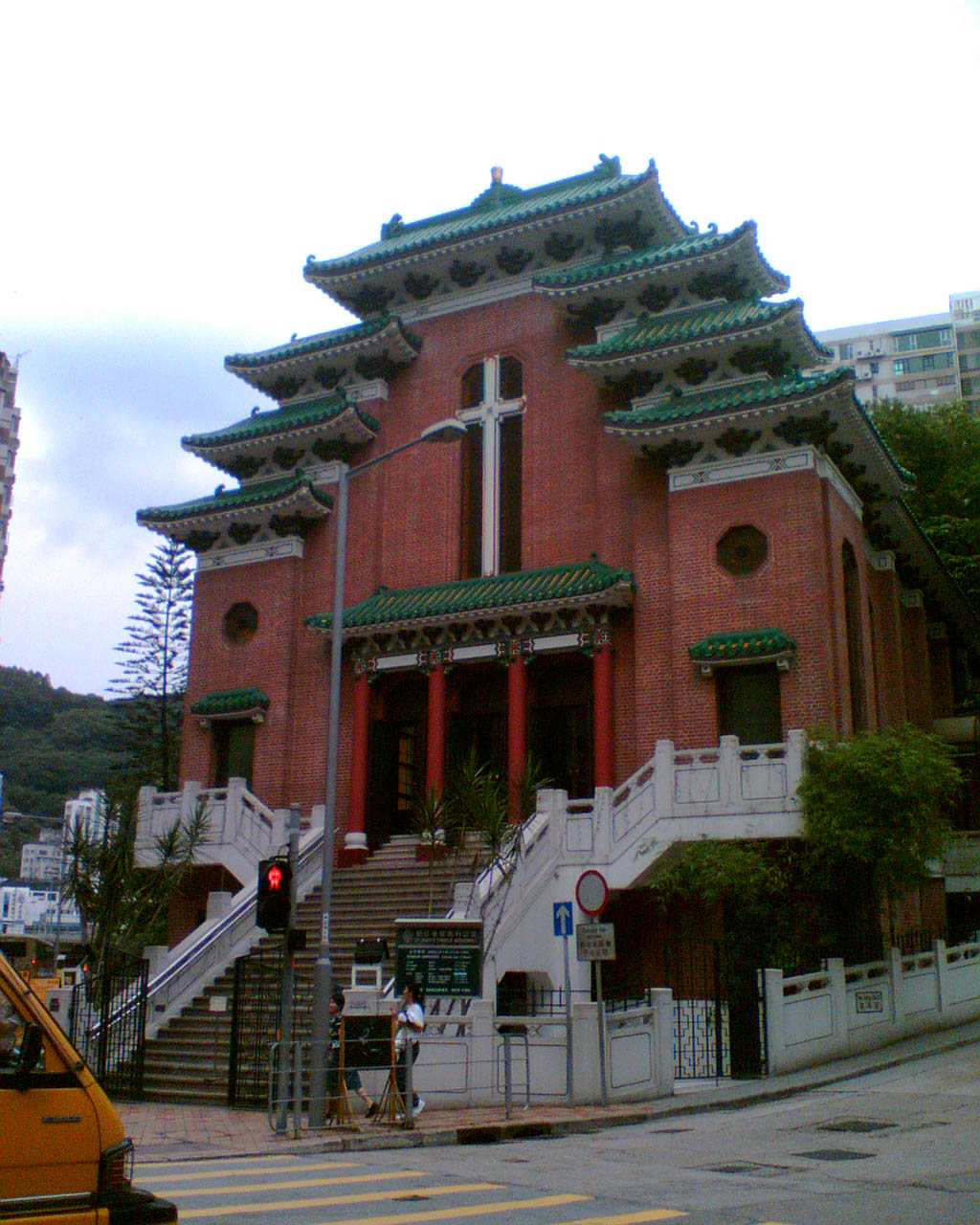
كنيسة سانت ماري.
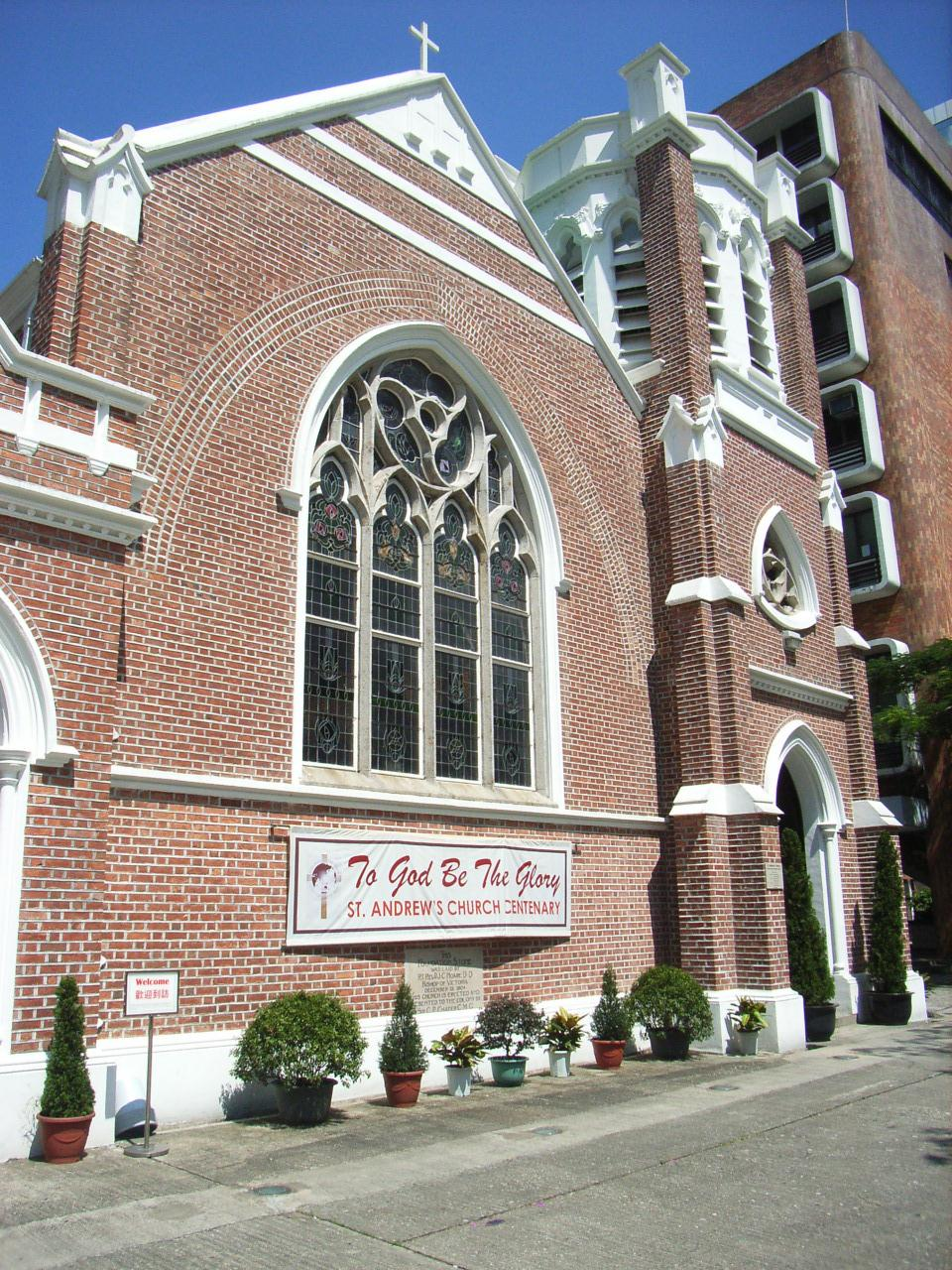
كنيسة القديس أندراوس.
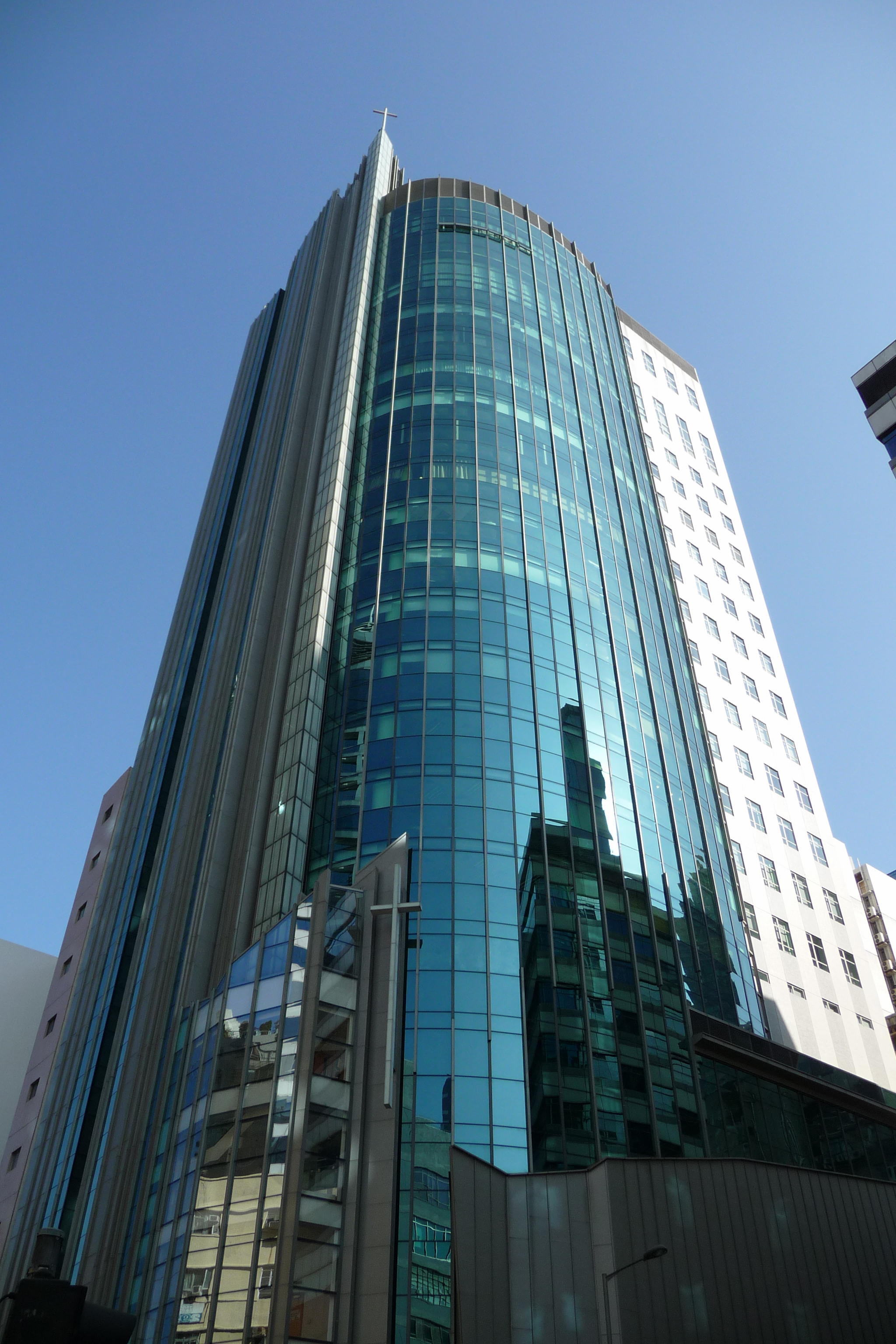
مركز يانغ فوك للكنيسة الإنجيلية.
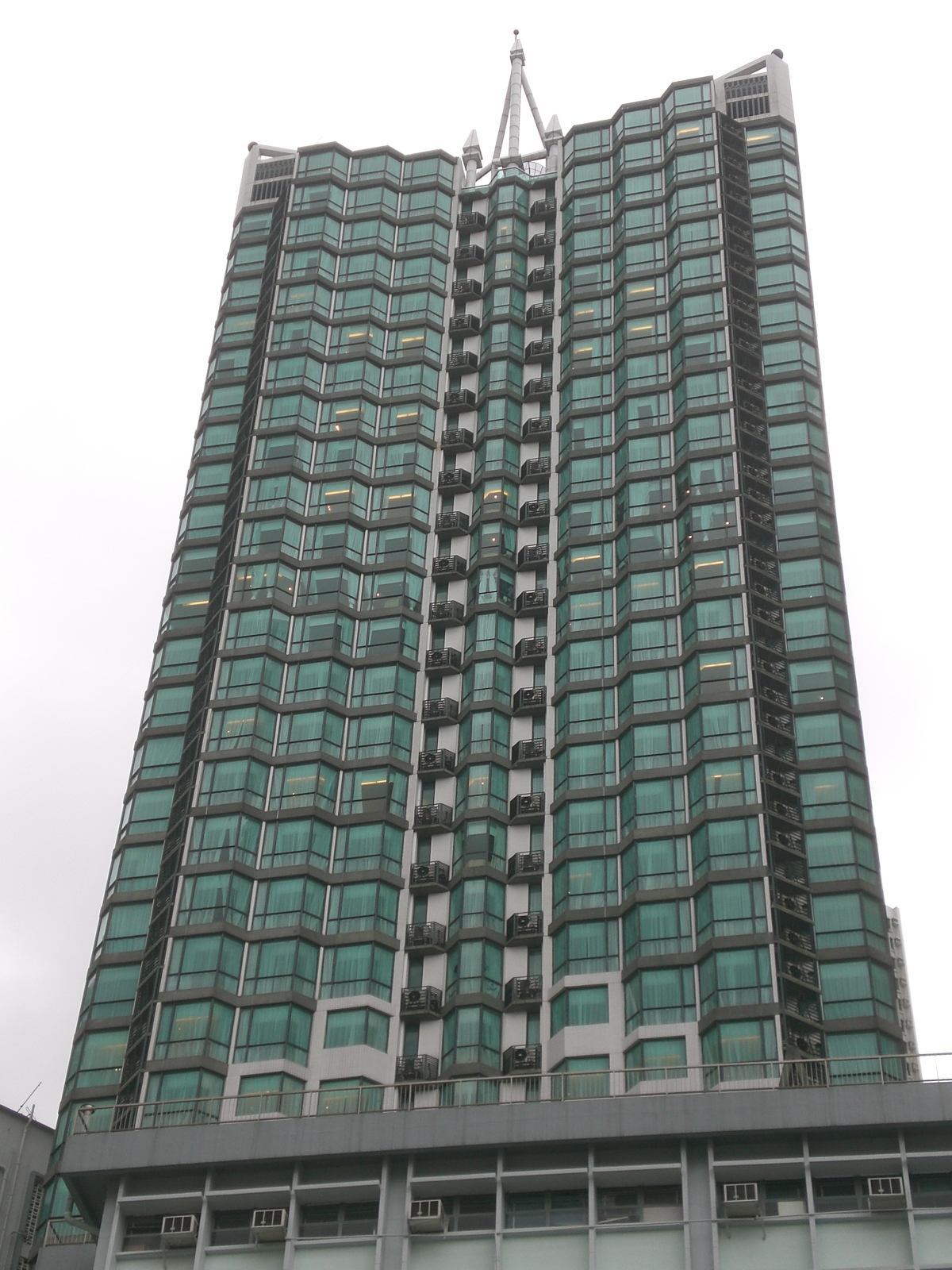
فندق بيشوب لي.
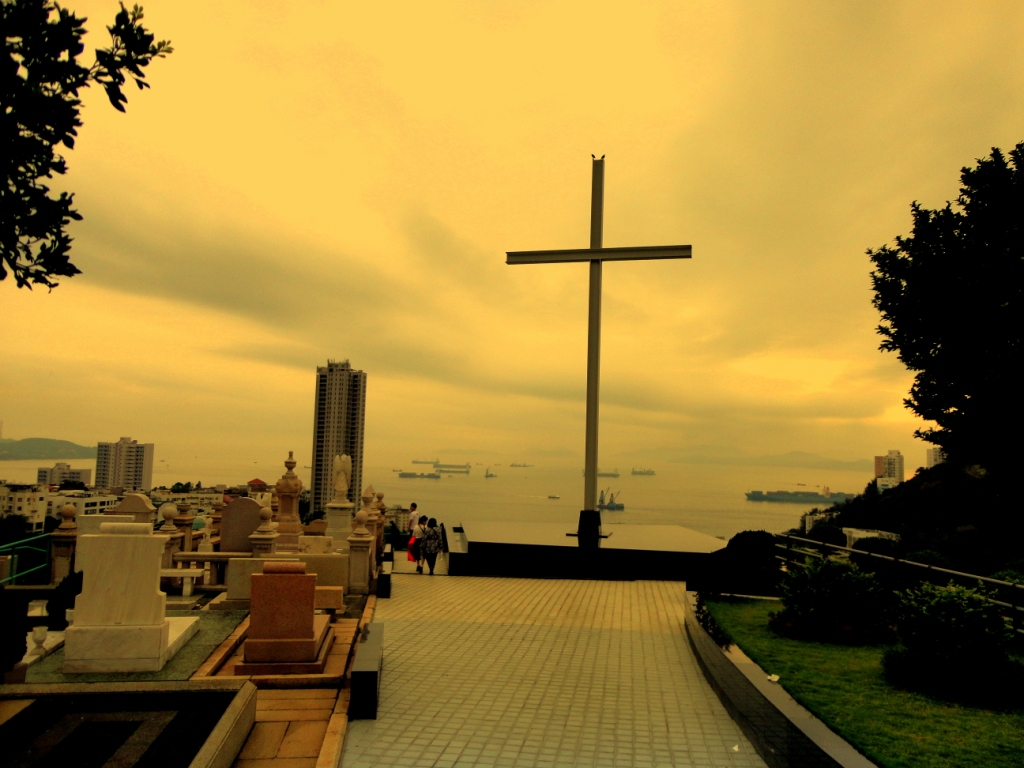
صليب يطل على هونغ كونغ.
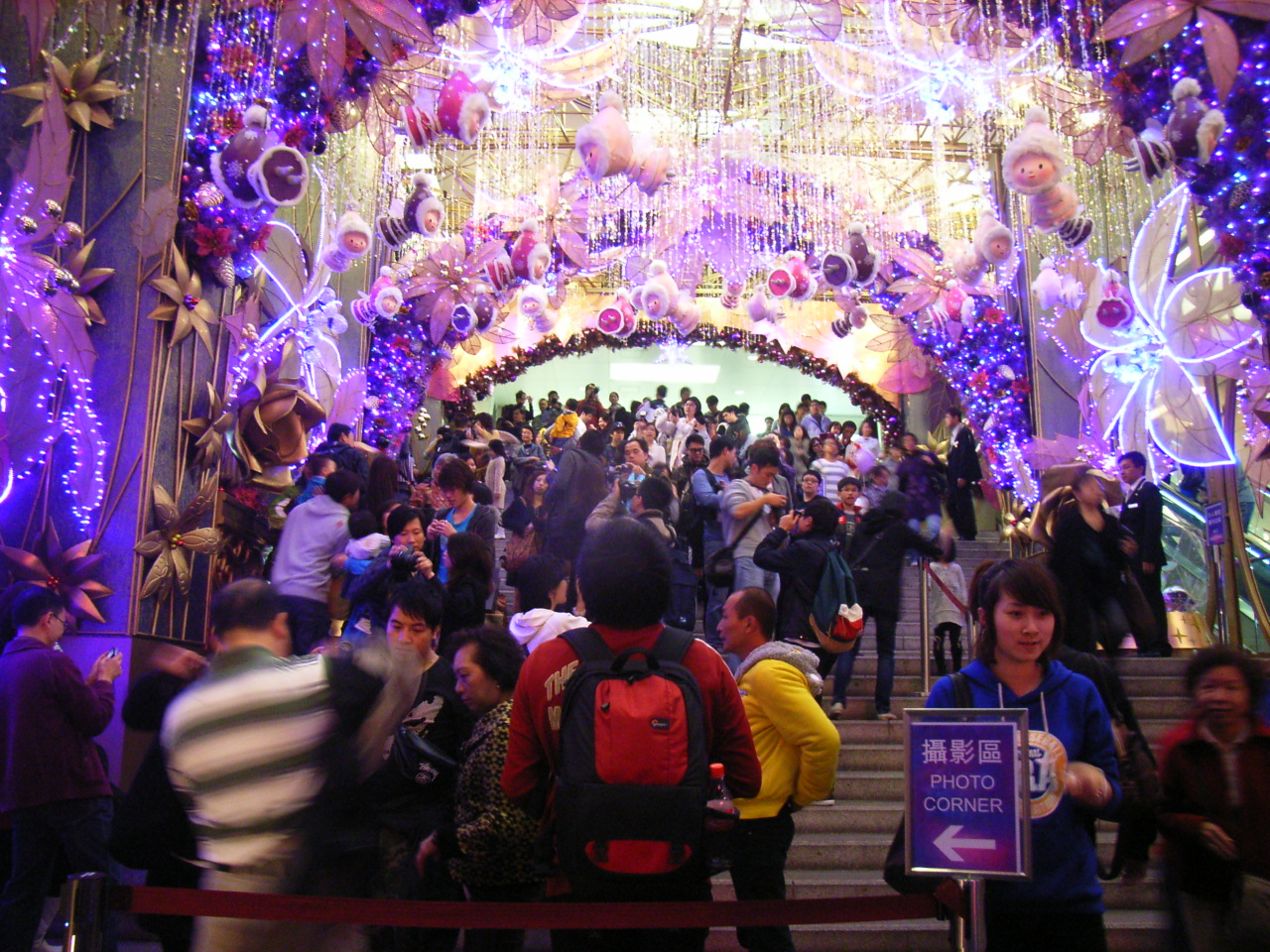
احتفالات عيد الميلاد في هونغ كونغ.
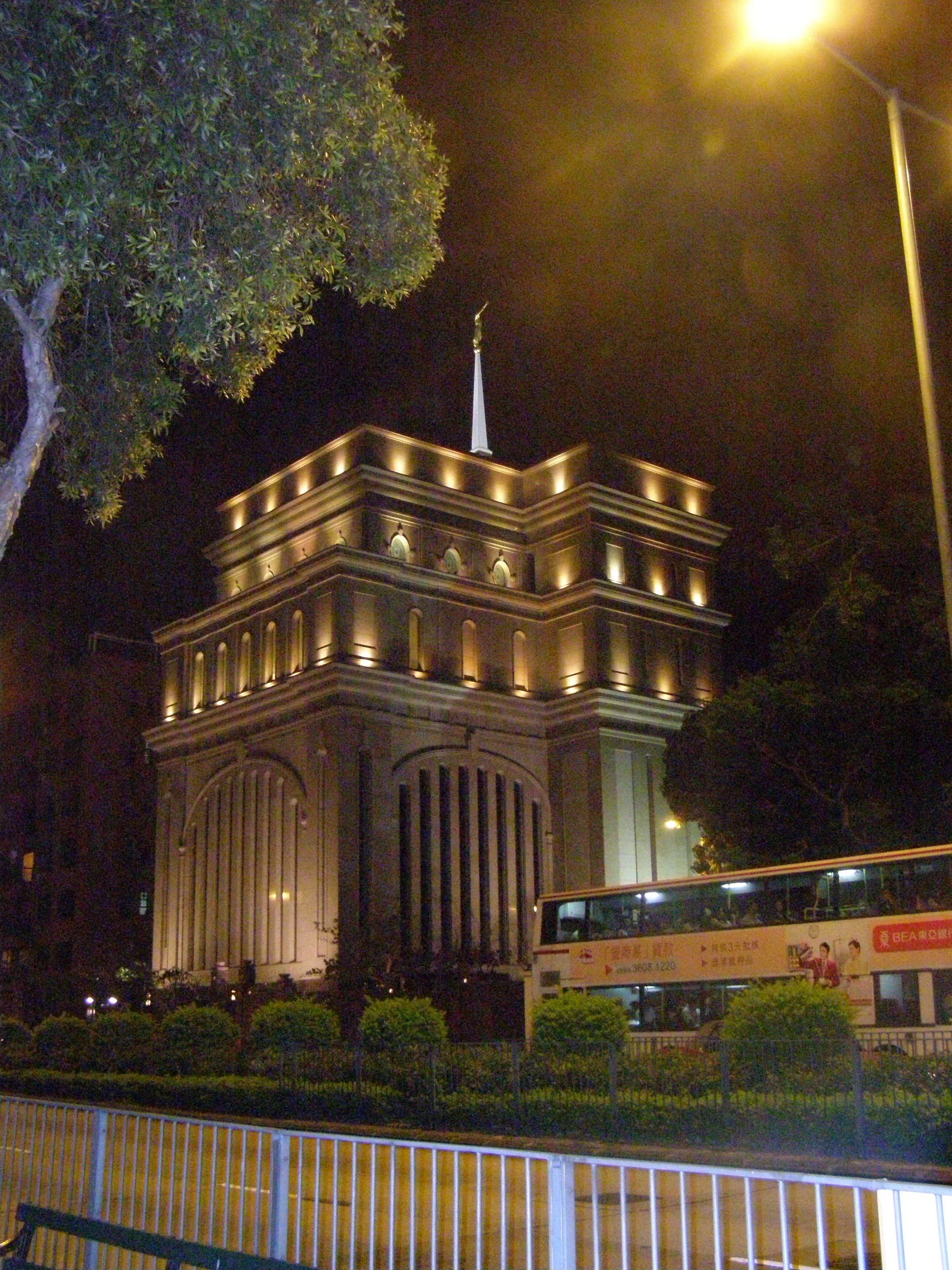
معبد الصين المورموني.
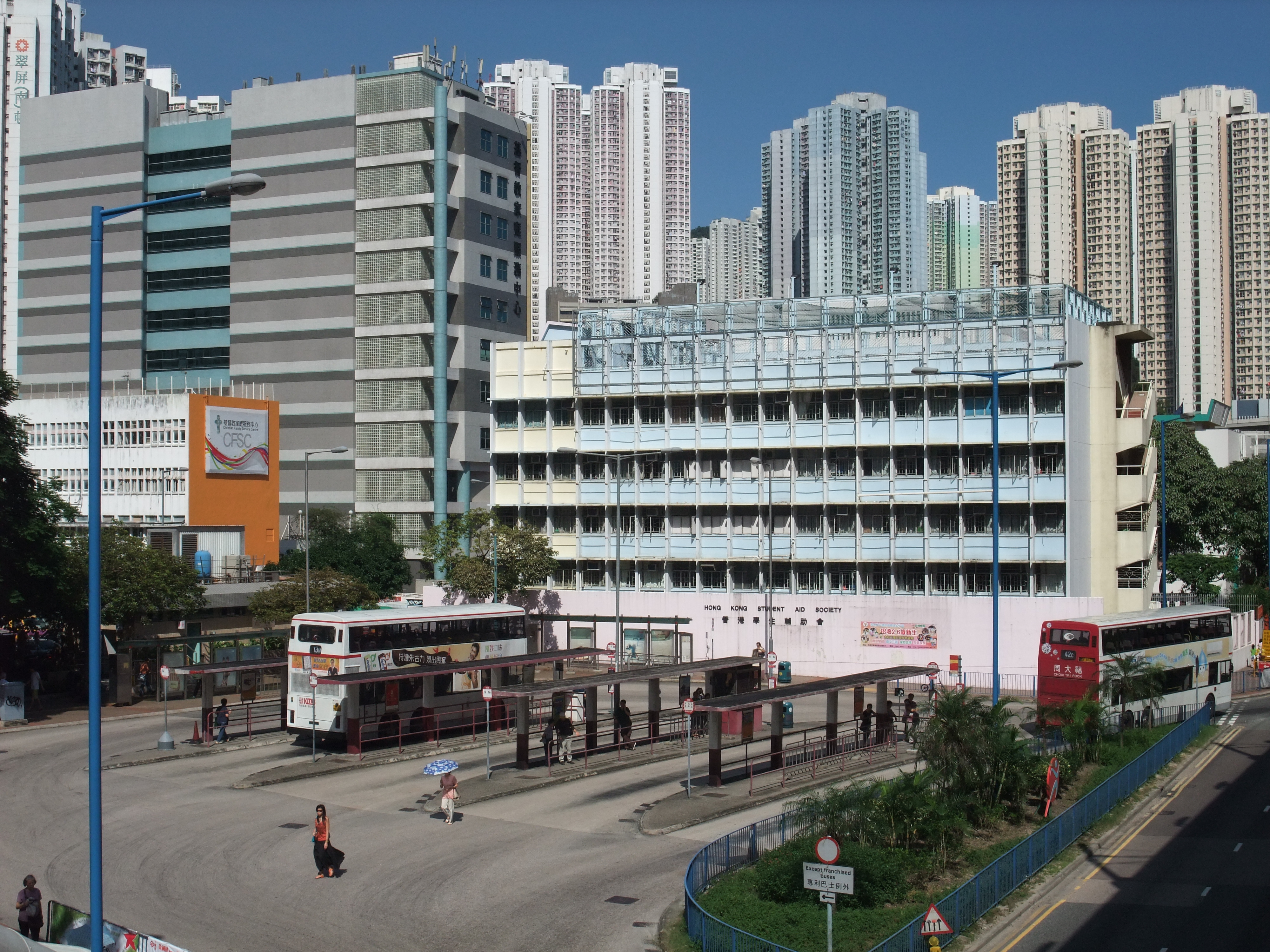
جمعية مساعدة الطلاب في هونغ كونغ.
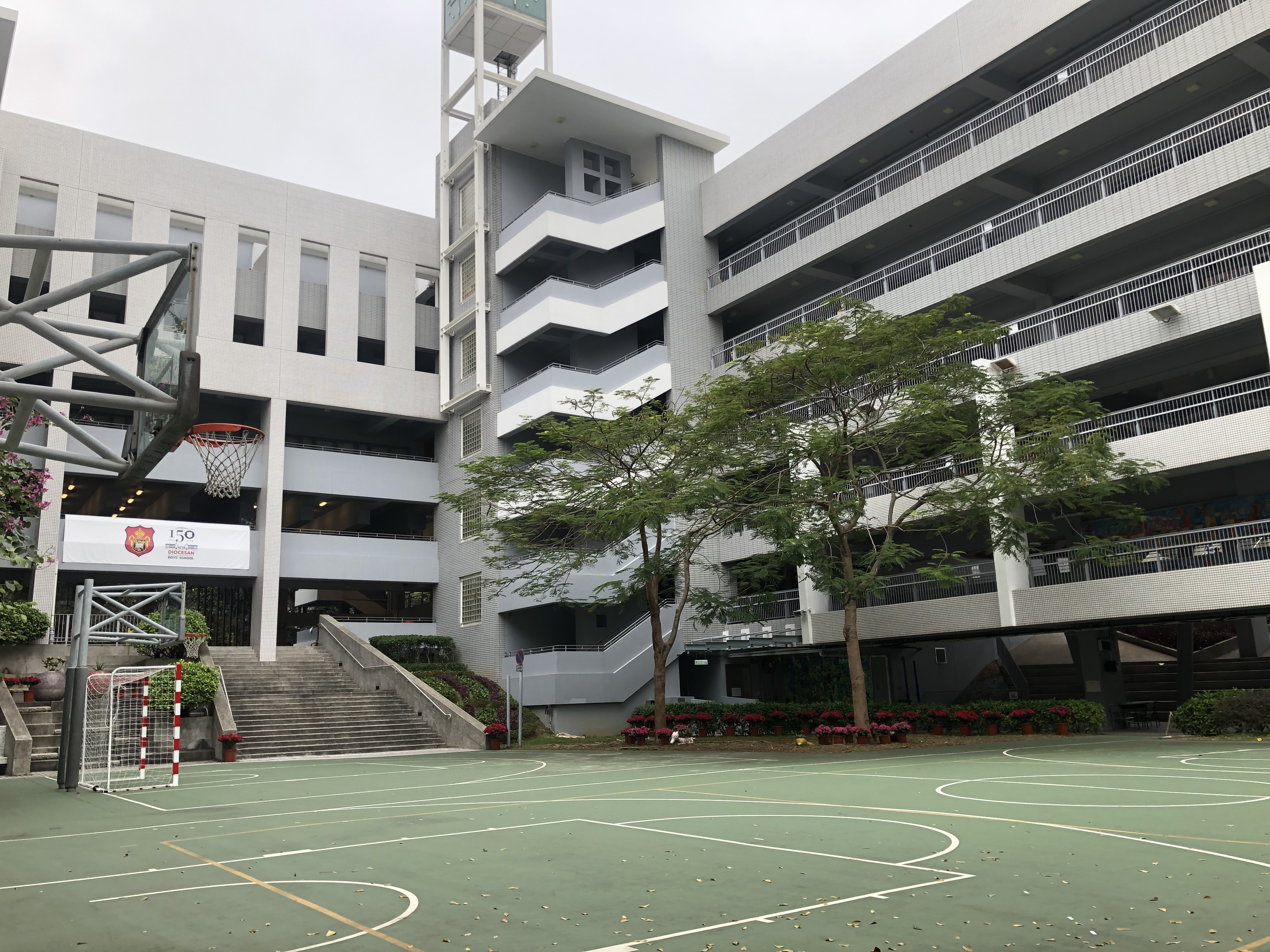
مدرسة الأبرشية الكاثوليكية للبنين.
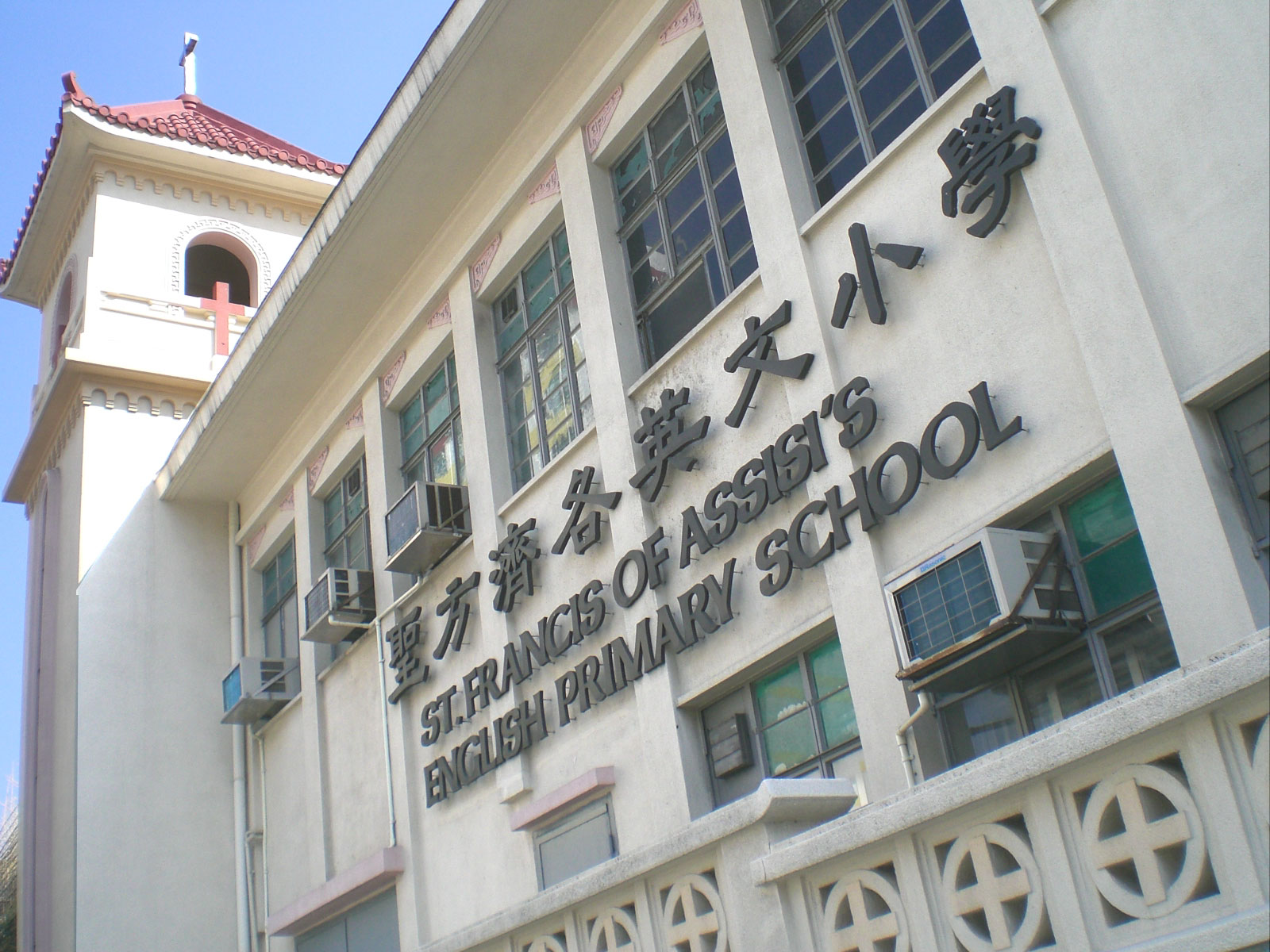
مدرسة وكنيسة القديس فرنسيس الكاثوليكية.

## مواقع خارجية
- Roman Catholic Diocese of Hong Kong
- Anglican Province of Hong Kong